# 青岛铁路职工子弟第一小学
36°3′52.2″N 120°18′56″E / 36.064500°N 120.31556°E

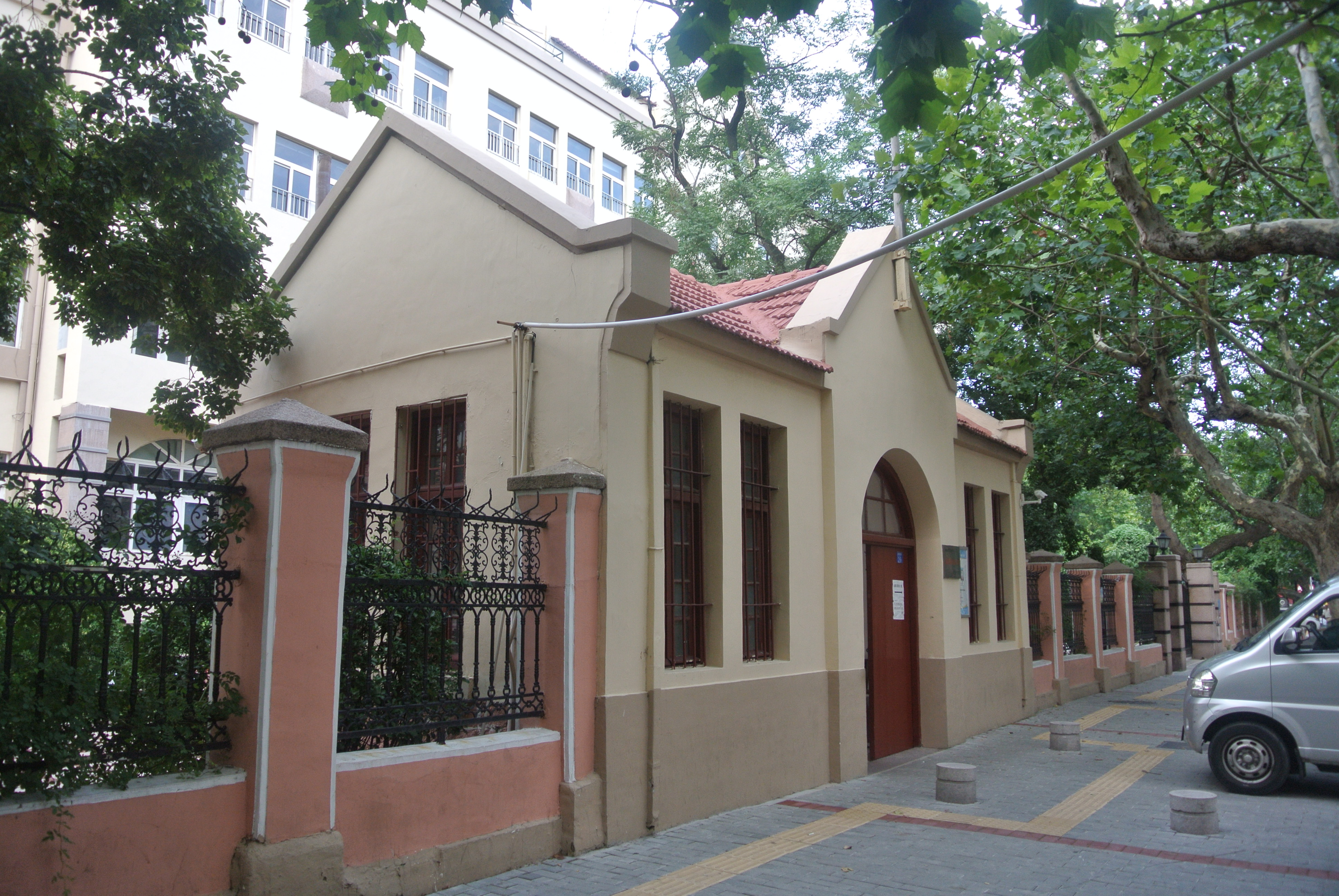
湖南路29号原铁路第一小学校门，2018年8月

青岛铁路职工子弟第一小学，简称“铁一小”，是青岛市曾经存在的一所小学，其原址位于中国山东省青岛市市南区湖南路29号（今青岛榉园学校址），1924年设立，初名胶济铁路青岛小学校，此后先后改名青岛扶轮学校、交通部津浦区第五扶轮小学，1950年改现名，2003年撤销。

## 校史
1924年9月，胶济铁路局创办胶济铁路青岛小学校，最初设于广西路西段青岛站附近原铁路俱乐部，次年8月迁至湖南路29号原祥福洋行公寓1、2、3号楼。建校之初，该校有教职员9人，学生175人，多为胶济铁路东段职员子女。至1931年，该校学生人数达587名，教职员32人。
1937年全面抗战爆发后，全市学校于8月经市政府指令停课。1938年1月日军占领青岛，校舍被日军占据，设备遭洗劫。1939年4月5日复校，改名为青岛扶轮学校。1945年抗战结束后，由交通部济南区铁路局接收，改名济南区第五扶轮小学，后因津浦区铁路管理局设立，改名为交通部津浦区第五扶轮小学。青岛解放前该校有教学班15个，学生981人，教职员22人。
1949年6月青岛解放，该校由济南铁路局接管，次年1月改称青岛铁路职工子弟第一小学，且从该年起仅招收铁路职工子弟。1959年以后一度发展至24个班1200名学生，1976年以后保持在15至20个班、学生500至800余名之间。该校成绩常超过市内其他小学，1989至1990年毕业会考成绩居市南区第二，毕业生全部升入中学，44%的学生升入重点中学。该校曾被授予青岛市教育教学管理先进单位、青岛市小学思想政治教育先进集体、青岛市优秀科技学校、全国红旗大队、济南铁路局先进集体、标兵集体等荣誉称号，在全路中小学管理研讨会上被誉为“企业办学的一颗明珠”。1990年，该校有教学班15个，学生689人，教职工66人。
1996年，该校旧楼，即原祥福洋行公寓1、2、3号楼被拆除，以建设新教学楼。2002年10月29日，因国务院要求企业自办中小学移交给地方管理，济南铁路局与青岛市人民政府签订协议，将青岛铁路职工子弟第一小学等校移交给地方政府，次年7月由市南区政府接收。2003年，该校撤销，其校址于2004年用于开设青岛榉园学校。